# Мухаммад ульд Аль-Мухтар
Мухаммад I ульд Аль-Мухтар бен Амар (араб. أمحمد بن المختار بن أعمر بن إعل شنظورة; нар. 1740 — 1793) — 8-й емір Трарзи в 1786—1793 роках.

## Життєпис
Походив з арабської династії ульд-ахмед ібн даман. Син спадкоємця Мухтара та онук еміра Амара II. Народився 1740 року. З отриманням трона батьком 1757 року брав участь у кампаніях проти повсталих арабських кланів. У 1759 році після повалення батька опинився під домашнім арештом. Лише у 1770-х роках здобув волю.
У 1786 році після загибелі стрийка — еміра Алі II — у війні проти імамату Фута-Торо стає новим еміром Трарзи. Вимушен був визнати зверхність імама Абдул-Кадира Кане, зобов'язавшись сплачувати данину кіньми та виробами ремесел.
Разом з тим внаслідок революції у Франції 1789 року торгівельні стосунки з французькими купцями зійшли нанівець. Це негативно позначилося на наповненні скарбниці еміра. Крім того, це завадило планам отримати від французів військову допомогу, насамперед зброю, для війни проти Фута-Торо. 1793 року загинув у битві або був повалений братом Алаїтом.